# 伝説のヤングマン〜ウィー・アー・ヤング〜
「伝説のヤングマン〜ウィー・アー・ヤング〜」（でんせつのヤングマン〜ウィー・アー・ヤング〜）は、アメリカ合衆国のポップ・ロック・バンドであるFUN.の楽曲。ゲスト・ボーカルに女性歌手であるジャネール・モネイが参加した。楽曲は2011年9月20日に2作目のスタジオ・アルバム『サム・ナイツ 〜蒼い夜〜』からの第1弾シングルとして発売され、翌年のBillboard Hot 100で第1位を獲得した。2023年9月時点でSpotifyでの再生回数は10億回を超えている。
第55回グラミー賞では最優秀楽曲賞を受賞し、最優秀レコード賞や最優秀ポップ・デュオ/グループ・パフォーマンス賞にもノミネートした。Billboard Hot 100の創立60周年を記念したオールタイム・チャートでは第99位を記録。

## 制作背景

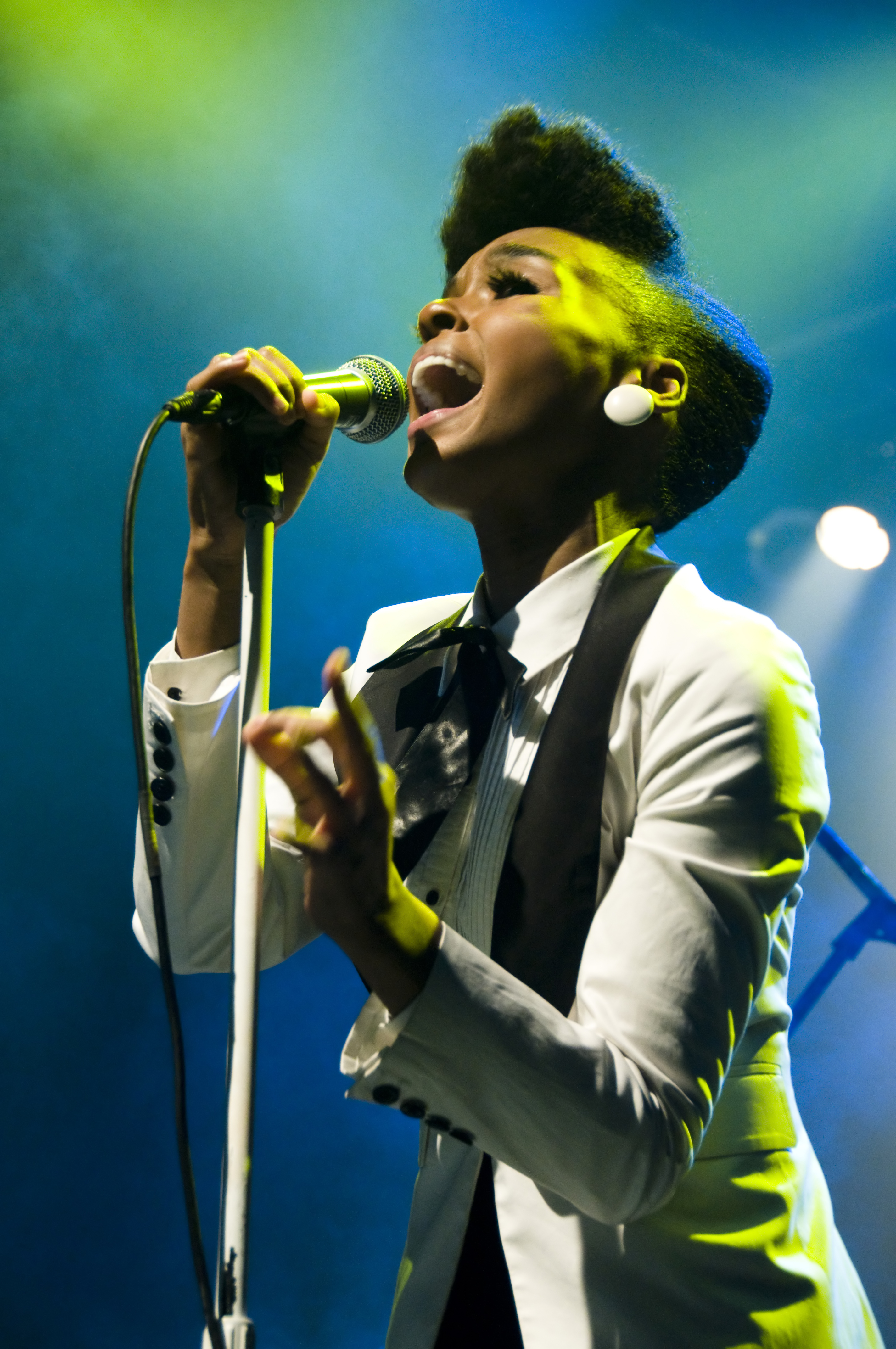
ゲスト・ボーカルとして参加したジャネール・モネイ

2008年8月25日、Nettwerkからデビュー・アルバム『エイム・アンド・イグナイト』が発売されるも、商業的な成功を収めることはなかった。その後、2作目のスタジオ・アルバム『サム・ナイツ 〜蒼い夜〜』の制作に入るにあたりメンバーはプロデューサーにジェフ・バスカーを迎えることに決めた。FUN.のフロントマンであるネイト・ルイスは2011年2月にニューヨークにあるホテルでバスカーと会談した。ルイスはバスカーとの会談に不安を感じ、ロウアー・イースト・サイドにあるザ・バウリー・ホテルのバーに早めに着いて、気持ちを落ち着かせるために軽く飲んだ。当時についてバスカーは「彼らと会う気は本当になかった。ビヨンセやアリシア、カニエ（・ウエスト）、ジェイ・Zと仕事をしていて、それが自分の人生の大きな目標だった。気を散らす気はなかった」と回想している。バスカーは本作の伴奏がウエストとジェイ・Zのコラボレーション・アルバム『ウォッチ・ザ・スローン』（2011年）に収録されるまで「あと1インチ」というところだと述べた。
ビヨンセとスタジオでの長時間に及ぶ作業を終えた段階で、バスカーはルイスとの会談を2度断っていたが10分だけ会うことを決めた。2人は音楽について語り始め、「演劇的なポップ・ロックのヒップホップのビートや電子音楽の趣との融合」というルイスの望みに興味をそそれらたバスカーは、自身が取り組んでいたビヨンセの楽曲をいくつかルイスに聴かせるためにホテルの部屋に招いた。「ほんの少し酔っていて、感動を覚えた」ルイスは、当時未完成だった本作のコーラスを大声で歌い、ルイスの歌に「ちょっと感動した」バスカーは、すぐにスタジオの予約を入れた。翌日には最終版にほど近い形で録音された。
ジャングル・シティでの録音作業の初日、バスカーはAKAI MPC3000でドラムのパート、モーグ・シンセサイザーあるいはローランド Juno-106でベースのパートを打ち込み、ボーカルとピアノを加えた。それから4人はさらに何日もかけて作業に取り組んだものの、本作の最終版の根幹となったのは初日に録音されたテイクだった。ジャングル・シティでのセッション後、エレクトリック・レディランド・スタジオで追加のボーカル、ギター、ピアノが録音された。それからロサンゼルスのイノーマス・スタジオでセッションが続けられ、児童合唱団による合唱の録音をザ・ヴィレッジ・レコーダー、オーケストラの録音をロンドンのアビー・ロード・スタジオで行なった。後にバスカーと友好関係を持つモネイをゲスト・ボーカルとして招いた。モネイは間奏の「Carry me home tonight / Just carry me home tonight」（今夜、僕を家まで送ってくれよ / 送ってくれればそれでいいから）という一節を歌唱した。バスカーは約2週間で44.1kHz/24ビットのPro Toolsを使用してミキシングを行ない、WavesのL2とAPI 550を使用してステレオ・ミックスを作成した。
バスカーは本作のコーラスにおけるルイスのボーカルの多重録音時に、「クイーン/フレディ・マーキュリーの雰囲気を持っている」ことに気がついた。ギタリストのジャック・アントノフは本作について、「アルバムでやりたがっていたことの核みたいなもの」と称した。また、「かなり珍しい曲だ。だって、『これが僕らのバンドだ』なんて言っている曲は僕らが参加した他のどんなプロジェクトでもやらなかったからね」「『この曲聴いて、それから他の曲も聴いてごらん。ほら、どうぞ』って言えることを誇りに思うよ」と語っている。

## 歌詞と曲の構成
本作のサウンドはスタジアム・ロック、インディー・ロック、インディー・ポップと定義されている。本作はFメジャーで書かれ、最初のセクションのテンポは116 BPMで、その後プリコーラス以降は92 BPMで演奏される。楽曲にはヒップホップのリズムやグルーヴが取り入れられている。大元のミックスにおける楽器編成はドラム、ベース、シンセベース、エレクトリック・ギター、シンセサイザー、ピアノ、ホーン、ブラス、膨大な数のボーカルトラックとなっていて、ラフ・ミックスではクイーンやカニエ・ウエストのリファレンストラックが2曲が含まれていた。
『スピン』誌のマウラ・ジョンストンは、本作について「拳を突き上げるスタジアム・ロックとグリズリー・ベアの『Two Weeks』のようなこぎれいなインディー・ポップが融合され、意図的なビートや上昇するメロディーはそのままに、聖歌隊の少年の堅苦しさが強い打楽器の音に置き換えられた」楽曲と説明している。Popdustのアンドリュー・アンターバーガーは、パット・ベネターの「愛の嵐」やスーパーグラスの「オールライト」を本作のコーラスと比較した。『ガーディアン』誌のティム・ジョーンズはアーケイド・ファイアの作品と比較し、本作のコーラスを「聖歌のよう」と表現し、歌詞について「人生を肯定していて、ティーン向けの映画のサウンドトラックにふさわしい」と述べた。
ルイスによれば本作の歌詞は「今までで最悪な酔い方をした夜」に由来している。ルイスは『ローリング・ストーン』誌の取材でタクシーのあちこちに嘔吐して追い出された話をし、「タクシーの運転手は所持金全てを要求してきて、僕はただただ壁に頭をもたせかけて角に立つしかなかった。まともな大人になって実際にヴァースを書き留めるまでもう1日かかった」と語っている。

## 評価
『ローリング・ストーン』誌のジョディ・ローゼンは、本作を「活気に満ちていてキャッチーな」楽曲と称し、「ルイスが持つ聖歌のような音楽の才能は、Y世代のユーモア（大げさな言葉を和らげる情緒不安定な自己非難）に匹敵する」と評した。同誌のコラムニストであるスティーヴ・クノッパーは、フォスター・ザ・ピープルの「Pumped Up Kicks」を引き合いに本作の商業的な成功について言及し、「軽快なポップ・ノヴェルティ感」を示す楽曲と述べている。WXPNのブルース・ウォーレンは「言うまでもなくハーモニーはクイーンのようなバンドを思い起こさせるから、この曲には年配のリスナーにとってのタッチポイントがある」と述べた。『MTVニュース』のジェームズ・モントゴメリーは、本作をバンドの「大ブレークとなったアンセム」と称し、「今年の最も意外な大騒ぎの1つとなった」と述べた。
『ビルボード』誌は、FUN.のことを「急上昇するバラードの領域に暖かなレトロなサウンドを取り入れた」バンド、本作を「強力な声明」と称し、曲のアレンジやルイスのボーカルについて肯定的な評価をする一方で、ゲスト・ボーカルとして参加したモネイの扱いの小ささを批判した。『NME』誌のルーク・ルイスは本作について否定的な評価を下し、10点満点の5点を付けた。

## チャート成績
「伝説のヤングマン〜ウィー・アー・ヤング〜」は、2011年12月6日にアメリカのラジオ局でヒットを記録し、2011年12月24日の週のBillboard Hot 100で初登場53位を記録した。その後『glee/グリー』によるカバー版の発売により本作の売上が1,650%上昇し、加えて『スーパーボウル』での演奏披露により本作は人気を博した。『スーパーボウル』での演奏披露されて以降チャート最高位を更新し続け、2012年3月7日の週のBillboard Hot 100で第1位を獲得した。以来6週連続で第1位を獲得し、2012年11月8日時点でアメリカ国内のダウンロード数は600万ダウンロードを記録した。ロックバンドによるBillboard Hot 100の首位獲得はコールドプレイ以来3年半ぶりで、初エントリー曲による首位獲得はロックバンド以外でもアウル・シティー以来2年ぶりとなった。アメリカ国内では、2014年1月時点での売上枚数は683万枚を記録。
イギリスでは、2012年4月15日付の全英シングルチャートで初登場7位を記録し、6週後の同チャートで第1位を獲得した。2012年12月時点で98万6000枚を売り上げ、2012年度年間チャートではゴティエの「サムバディ・ザット・アイ・ユースト・トゥ・ノウ〜失恋サムバディ（feat. キンブラ）」、カーリー・レイ・ジェプセンの「コール・ミー・メイビー」に次ぐ第3位を記録した。また、イギリスでは2013年1月時点でミリオンセラーを記録しており、本作は全英シングルチャートの歴史上で128番目に売れたシングルとなった。

## ミュージック・ビデオ
「伝説のヤングマン〜ウィー・アー・ヤング〜」のミュージック・ビデオは、2011年12月にYouTube上で公開された。マーク・クラスフェルドが監督を務め、ロサンゼルスにあるデヴィッド・スコニック・コンサート・ホールで撮影された。ビデオはナイトクラブで演奏するFUN.の映像と、スローモーションで映し出されるバーでの暴動の映像で構成される。映像には間奏部分の歌詞を歌唱するモネイや、アントノフの姉であるレイチェル・アントノフも出演している。
2012年1月10日にフュエルド・バイ・ラーメンの公式YouTubeチャンネルで舞台裏映像が公開された。
ミュージック・ビデオは、2022年9月時点で再生回数は10億回を記録している。

## 受賞歴
| 年   | 賞                                    | カテゴリ                                        | 結果       | 注     |
| ---- | ------------------------------------- | ----------------------------------------------- | ---------- | ------ |
| 2012 | MTV Video Music Awards                | 最優秀新人賞                                    | ノミネート | [ 42 ] |
| 2012 | MTV Video Music Awards                | 最優秀ポップビデオ賞                            | ノミネート | [ 42 ] |
| 2012 | MTVヨーロッパ・ミュージック・アワード | 最優秀楽曲賞                                    | ノミネート | [ 43 ] |
| 2012 | Qアワード                             | 最優秀楽曲賞                                    | ノミネート | [ 44 ] |
| 2012 | ティーン・チョイス・アワード          | チョイス・ロック・ソング賞                      | ノミネート | [ 45 ] |
| 2012 | ティーン・チョイス・アワード          | シングル曲グループ部門賞                        | 受賞       | [ 45 ] |
| 2013 | ビルボード・ミュージック・アワード    | トップ・デジタル・ソング賞                      | ノミネート | [ 46 ] |
| 2013 | ビルボード・ミュージック・アワード    | トップ・ストリーミング・ソング（オーディオ）賞  | ノミネート | [ 47 ] |
| 2013 | ビルボード・ミュージック・アワード    | トップ・ストリーミング・ソング（ビデオ）賞      | ノミネート | [ 48 ] |
| 2013 | ビルボード・ミュージック・アワード    | トップ・ロック・ソング賞                        | ノミネート | [ 49 ] |
| 2013 | グラミー賞                            | 最優秀レコード賞                                | ノミネート | [ 7 ]  |
| 2013 | グラミー賞                            | 最優秀楽曲賞                                    | 受賞       | [ 7 ]  |
| 2013 | グラミー賞                            | 最優秀ポップ・デュオ/グループ・パフォーマンス賞 | ノミネート | [ 7 ]  |
| 2013 | MTV Video Music Awards Japan          | 最優秀グループビデオ賞                          | ノミネート | [ 50 ] |
| 2013 | MTV Video Music Awards Japan          | 最優秀新人アーティストビデオ賞                  | ノミネート | [ 50 ] |
| 2013 | MTV Video Music Awards Japan          | 最優秀ロックビデオ賞                            | ノミネート | [ 50 ] |
| 2013 | ピープルズ・チョイス・アワード        | 大好きな曲賞                                    | ノミネート | [ 51 ] |

## 演奏披露
2012年2月23日、FUN.はアメリカTBSのトーク番組『Conan』に出演し、本作を披露した。4月23日にiHeartRadioシアターでの公演では、「サム・ナイツ」をはじめとした5曲とともに演奏された。この時のパフォーマンスについてジョン・ボン・ジョヴィから好意的な感想を得た。
2012年6月3日にギブソン・アンフィシアターで開催されたMTVムービー・アワード2012の授賞式は、本作の生演奏で開始された。その後11月11日に開催された2012 MTV Europe Music Awardsの授賞式や12月5日に開催された『The Grammy Nominations Concert Live!- Countdown To Music's Biggest Night』でも演奏された。

## 文化的影響
『ヴィレッジ・ヴォイス』紙のアル・シプリーは、本作を「2012年のあちこちで聴くおなじみの楽曲の1つ」とし、「バイタミンCのぞっとするような『フレンズ・フォーエヴァー（グラデュエーション／卒業）』以来の人気のある卒業式ソングに必然的になったとき、2012年5月にはポップ・カルチャーに完全に浸透することだろう」と予測した。

### 楽曲の使用例
テレビドラマ
- 『CHUCK/チャック』第5シーズン第8話「チャック VS 赤ちゃん」（2011年12月30日）
- 『ゴシップガール』第5シーズン第24話「指輪の帰還」（2012年5月14日）
- 『新ビバリーヒルズ青春白書』シーズン4第24話「手を伸ばすなら今」（2012年5月15日）

ドキュメンタリー
- 『WWE ザ・ロック vs. ジョン・シナ–ワンス・イン・ア・ライフタイム』（2011年）。

テレビCM
- シボレー「シボレー・ソニック」（2012年2月5日の『第46回スーパーボウル』の中継中）
  - 『ビルボード』誌の取材で、広告代理店のグッドバイ・シルバースタイン&パートナーズのアソシエイト・クリエイティブ・ディレクターであるアンドリュー・バンクラフトは「何百もの候補曲」の中から「ドライブ感のビートととても甘美なメロディーを持つ美しい楽曲」を使うことをかねてから決めていたとし、エグゼクティブ・クリエイティブ・ディレクターのハンター・ハインドマンは他の楽曲を映像に合わせることを試みたものの、「この曲以上に完璧な曲はなかった」と語っている。

- タコベル（2013年『第47回スーパーボウル』の中継時）
  - スペイン語バージョンを使用。

- ソフトバンク（2013年、日本のみ）。

その他
- スラミー賞「ゲーム・チェンジャー・オブ・ザ・イヤー」の候補者の発表時（2011年12月12日）
- 映画『40歳からの家族ケーカク』の予告編（2012年）

### カバー・バージョン
2011年12月に放送されたテレビドラマ『glee/グリー』のエピソード「全員集合!」で本作がカバーされた。ドラマのミュージック・スーパーバイザーであるPJ・ブルームは「マスタリングを終えたばかりの『ウィー・アー・ヤング』を手にジョンがうちのオフィスに来たことは鮮明に覚えている。その曲はまだ赤いシャーピーでタイトルが雑に手書きされたCD-Rに収録されていた」と回想している。ブルームはグリーではバンドをブレークさせるのではなく、すでに人気の曲を賛美するというのが基本スタイルという理由から異議を唱えたが、その後1度曲を聴いて気持ちが変わり、共同プロデューサーのライアン・マーフィーに本作を聴かせた。ブルームは『Glee/グリー』のキャストによるカバー版について「シリーズ全体の最高峰の楽曲の1つ」と称した。コロムビア・レコードによれば、本作は『Glee/グリー』をきっかけに「真にブレイクした」最初の楽曲となっている。『Glee/グリー』のキャストによるカバー版は2011年12月6日に発売され、『ビルボード』誌のHot 100で最高位12位、Canadian Hot 100で最高位11位、オーストラリアのARIAチャートで最高位49位を記録した。このカバー版は2015年3月時点で45万5000ダウンロードを記録している。
2012年5月、ペンタトニックスがアカペラで本作をカバー。8月21日にはリトル・ミックスが結成1周年を記念して本作をアコースティック・バージョンでカバー。このカバー版は同年11月に発売されたアルバム『DNA』のデラックス盤や日本盤にボーナス・トラックとして収録された。
2013年2月6日、伊藤祥平が3枚目のシングルとして本作を日本語詞でカバー。女性コーラスとして女優の川口春奈が参加した。

## シングル収録曲
- 全曲 作詞作曲 : ジェフ・バスカー、ネイト・ルイス、アンドリュー・ドスト、ジャック・アントノフ

| #         | タイトル                                                                                             | 作詞 | 作曲・編曲 | 時間 |
| --------- | --- | ---- | ---------- | ---- |
| 1.        | 「伝説のヤングマン〜ウィー・アー・ヤング〜（ラジオ・エディット）」(We Are Young (Radio Edit))        |      |            | 3:53 |
| 2.        | 「伝説のヤングマン〜ウィー・アー・ヤング〜（アルバム・ヴァージョン）」(We Are Young (Album Version)) |      |            | 4:10 |
| 合計時間: | 合計時間:                                                                                            | 8:03 |            |      |

| #         | タイトル | 作詞      | 作曲・編曲 | プロデューサー     | 時間 |
| --------- | --- | --------- | ---------- | ------------------ | ---- |
| A.        | 「伝説のヤングマン〜ウィー・アー・ヤング〜（feat. ジャネール・モネイ）」(We Are Young (featuring Janelle Monáe)) |           |            | ジェフ・バスカー   | 4:10 |
| B.        | 「ワン・フット」(One Foot)                                                                                       |           |            | エミール・ヘイニー | 3:32 |
| 合計時間: | 合計時間: | 合計時間: | 7:42       |                    |      |

| #         | タイトル | 作詞 | 作曲・編曲 | 時間 |
| --------- | --- | ---- | ---------- | ---- |
| 1.        | 「伝説のヤングマン〜ウィー・アー・ヤング〜（feat. ジャネール・モネイ）」(We Are Young (featuring Janelle Monáe))                               |      |            | 4:13 |
| 2.        | 「伝説のヤングマン〜ウィー・アー・ヤング〜（feat. ジャネール・モネイ） [アコースティック]」(We Are Young (featuring Janelle Monáe) [Acoustic]) |      |            | 4:32 |
| 合計時間: | 合計時間: | 8:45 |            |      |

## 演奏者
※出典
FUN.
- ネイト・ルイス – ボーカル
- ジャック・アントノフ – ギター、ベース
- アンドリュー・ドスト – ピアノ

外部ミュージシャン
- ジャネール・モネイ – ゲスト・ボーカル
- ジェフ・バスカー – ピアノ、ローランド Juno-106、モーグ・シンセサイザー（ベース）、AKAI MPC3000（ドラム・ビート）、オーケストラ・アレンジ、コーラス・アレンジ
- ロージー・ダンヴァーズ – オーケストラ・アレンジ
- トミー・D – オーケストラ・アレンジ

## チャート

### 週間チャート
| チャート (2011年 - 2014年)                           | 最高位 |
| ---------------------------------------------------- | ------ |
| オーストラリア (ARIA)                                | 1      |
| オーストリア (Ö3 Austria Top 40)                     | 1      |
| ベルギー (Ultratop 50 Flanders)                      | 5      |
| ベルギー (Ultratop 50 Wallonia)                      | 2      |
| カナダ (Canadian Hot 100)                            | 1      |
| カナダ AC (Billboard)                                | 5      |
| カナダ Hot AC (Billboard)                            | 1      |
| カナダ ロック (Billboard)                            | 13     |
| チェコ (Rádio – Top 100)                             | 2      |
| デンマーク (Tracklisten)                             | 3      |
| ヨーロッパ (Euro Digital Songs)                      | 1      |
| フィンランド (Suomen virallinen lista)               | 14     |
| フランス (SNEP)                                      | 7      |
| ドイツ (GfK Entertainment charts)                    | 4      |
| ハンガリー (Rádiós Top 40)                           | 9      |
| アイスランド (Tónlist)                               | 1      |
| アイルランド (IRMA)                                  | 1      |
| イタリア (FIMI)                                      | 2      |
| 日本 (Japan Hot 100)                                 | 5      |
| Japan Adult Contemporary Airplay (Billboard JAPAN)   | 1      |
| ルクセンブルク デジタル ソングス (Billboard)         | 5      |
| メキシコ エアプレイ (Billboard)                      | 1      |
| オランダ (Single Top 100)                            | 10     |
| ニュージーランド (Recorded Music NZ)                 | 2      |
| ノルウェー (VG-lista)                                | 2      |
| ロシア エアプレイ (TopHit)                           | 98     |
| スコットランド (Official Charts Company)             | 2      |
| スペイン (PROMUSICAE)                                | 12     |
| スウェーデン (Sverigetopplistan)                     | 4      |
| スイス (Schweizer Hitparade)                         | 2      |
| UK シングルス (OCC)                                  | 1      |
| US Billboard Hot 100                                 | 1      |
| US Adult Alternative Songs (Billboard)               | 2      |
| US Adult Contemporary (Billboard)                    | 12     |
| US Alternative Airplay (Billboard)                   | 1      |
| US Dance/Mix Show Airplay (Billboard)                | 3      |
| US Hot Rock & Alternative Songs (Billboard)          | 1      |
| US Latin Airplay (Billboard)                         | 45     |
| US Pop Airplay (Billboard)                           | 1      |
| US Rhythmic (Billboard)                              | 1      |
| ベネズエラ ポップ・ロック ジェネラル (Record Report) | 3      |

### 年間チャート
| チャート (2012年)                       | 順位 |
| --------------------------------------- | ---- |
| オーストラリア (ARIA)                   | 12   |
| オーストリア (Ö3 Austria Top 40)        | 8    |
| ベルギー (Ultratop 50 Flanders)         | 19   |
| ベルギー (Ultratop 50 Wallonia)         | 14   |
| カナダ (Canadian Hot 100)               | 3    |
| フランス (SNEP)                         | 26   |
| ドイツ (Media Control AG)               | 25   |
| ハンガリー (Rádiós Top 40)              | 55   |
| アイスランド (Tónlist)                  | 16   |
| イタリア (FIMI)                         | 14   |
| 日本 (Japan Hot 100)                    | 30   |
| オランダ (Dutch Top 40)                 | 23   |
| オランダ (Single Top 100)               | 39   |
| ニュージーランド (Recorded Music NZ)    | 3    |
| ポーランド (ZPAV)                       | 33   |
| スペイン (PROMUSICAE)                   | 30   |
| スウェーデン (Sverigetopplistan)        | 17   |
| スイス (Swiss Hitparade)                | 15   |
| UK シングルス (Official Charts Company) | 3    |
| US Billboard Hot 100                    | 3    |
| US Adult Contemporary (Billboard)       | 24   |
| US Adult Pop Songs (Billboard)          | 4    |
| US Alternative Songs (Billboard)        | 5    |
| US Pop Songs (Billboard)                | 7    |
| US Rock Songs (Billboard)               | 8    |

| チャート (2014年)          | 順位 |
| -------------------------- | ---- |
| ロシア エアプレイ (TopHit) | 144  |

### 年代間チャート
| チャート (2010年 - 2019年)              | 順位 |
| --------------------------------------- | ---- |
| UK シングルス (Official Charts Company) | 85   |
| US Billboard Hot 100                    | 29   |

### オールタイム・チャート
| チャート (1958年 - 2018年) | 順位 |
| -------------------------- | ---- |
| US Billboard Hot 100       | 112  |

## 認定
| 国/地域 | 認定             | 認定/売上数 |
| --- | ---------------- | ----------- |
| オーストラリア (ARIA)                                                                                               | 7× Platinum      | 490,000     |
| オーストリア (IFPI Austria)                                                                                         | Platinum         | 30,000*     |
| ベルギー (BEA) | Gold             | 15,000*     |
| カナダ (Music Canada)                                                                                               | Diamond          | 800,000     |
| デンマーク (IFPI Danmark)                                                                                           | Platinum         | 30,000^     |
| フランス (SNEP) | Gold             | 75,000*     |
| ドイツ (BVMI) | Platinum         | 300,000^    |
| イタリア (FIMI) | 2× Platinum      | 60,000*     |
| 日本 (RIAJ) | Gold             | 100,000*    |
| メキシコ (AMPROFON)                                                                                                 | 2× Platinum+Gold | 150,000*    |
| ニュージーランド (RMNZ)                                                                                             | 2× Platinum      | 30,000*     |
| スペイン (PROMUSICAE)                                                                                               | Platinum         | 60,000      |
| スウェーデン (GLF)                                                                                                  | 4× Platinum      | 160,000     |
| スイス (IFPI Switzerland)                                                                                           | 2× Platinum      | 60,000^     |
| イギリス (BPI) | 4× Platinum      | 2,400,000   |
| アメリカ合衆国 (RIAA)                                                                                               | Diamond          | 10,000,000  |
| ストリーミング |                  |             |
| デンマーク (IFPI Danmark)                                                                                           | 2× Platinum      | 3,600,000   |
| * 認定のみに基づく売上数 · ^ 認定のみに基づく出荷枚数 · 認定のみに基づく売上数と再生回数 · 認定のみに基づく再生回数 |                  |             |